# おしゃべりなバニラエッセンス
『おしゃべりなバニラエッセンス』は、松島裕子による日本の漫画作品。
『なかよし』（講談社）にて連載された。

## 書誌情報
- おしゃべりなバニラエッセンス、初版発行日 1977年11月5日
  - さよならの伝言板／お星さまからのメッセージ／恋せよミルクボーイ／おばかさんよマコトくん／花のように風のように